# Konský grúň
Konský grúň – grzbiet i szczyt górski w Tatrach Niżnych na Słowacji. Grzbiet odbiega od Chopoka na północ, niżej zakręcając na północny wschód. Znajduje się na nim niewybitna, ale kształtna kopka o wysokości 1771 m. Orograficznie prawe zbocza górnej części grzbietu opadają skalisto-trawiastym urwiskiem do kotła lodowcowego Lukovej doliny. Piarżysto-trawiaste i nieco mniej strome stoki wschodnie opadają do kotlinki Pod Derešmi. Poniżej kopki 1771 m opada na północ grzbiet oddzielający górną część Doliny Demianowskiej od jej odgałęzienia – Široká dolina. 
Konský grúň jest skalisto-trawiasty Jego górną częścią biegnie szlak turystyczny oraz górna część kolei linowej Jasná – Chopok (kolej gondolowa Funitel). 

## Szlak turystyczny
Luková –  Konský grúň – Chopok, rázcestie. Odległość 1,7 km, suma podejść 330 m, czas przejścia 1 h (z powrotem 40 min).